# Phrynopus lechriorhynchus
Phrynopus lechriorhynchus es una especie de anfibio anuro de la familia Craugastoridae.

## Distribución geográfica
Esta especie es endémica de la región del Huánuco en Perú. Habita entre los 2740 y 2800 m de altitud.

## Descripción
El holotipo masculino mide 16,6 mm.

## Publicación original
- Trueb & Lehr, 2008 : A new species of Phrynopus (Anura, Strabomantidae) from Peru, with comments on the osteology of the genus. Phyllomedusa, vol. 7, n.º 1, p. 11-24[5]